# Famille de Cadoine de Gabriac
 (mars 2015).
Si vous disposez d'ouvrages ou d'articles de référence ou si vous connaissez des sites web de qualité traitant du thème abordé ici, merci de compléter l'article en donnant les références utiles à sa vérifiabilité et en les liant à la section « Notes et références ».
La famille de Cadoine de Gabriac est une famille de la noblesse française subsistante.
Cette famille compte parmi ses membres trois ambassadeurs de France.

## Histoire

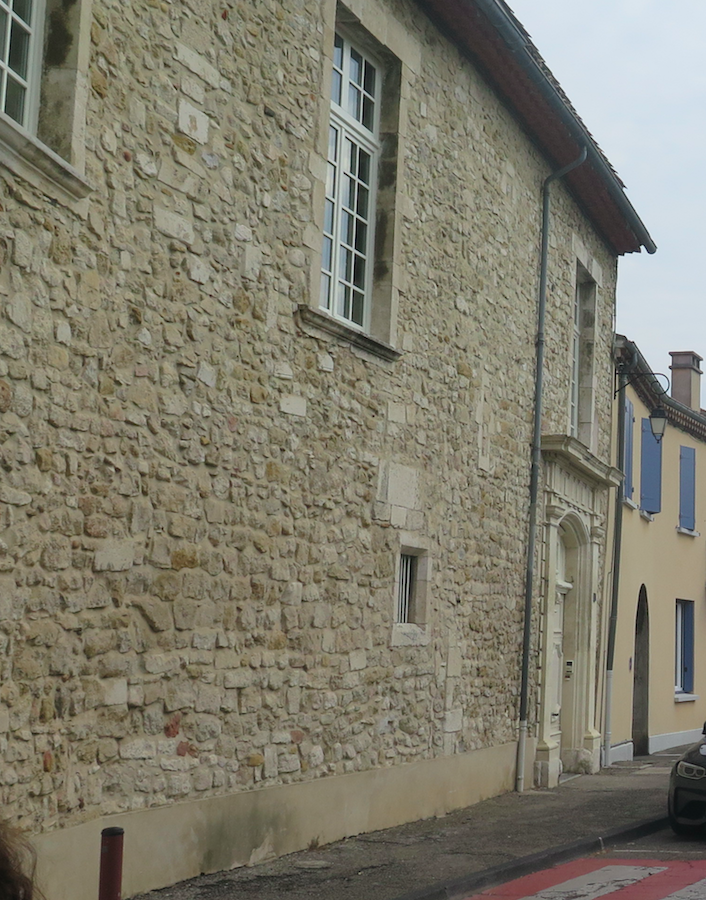
Hôtel de Gabriac à Bourg-Saint-Andéol dans le département de l'Ardèche.

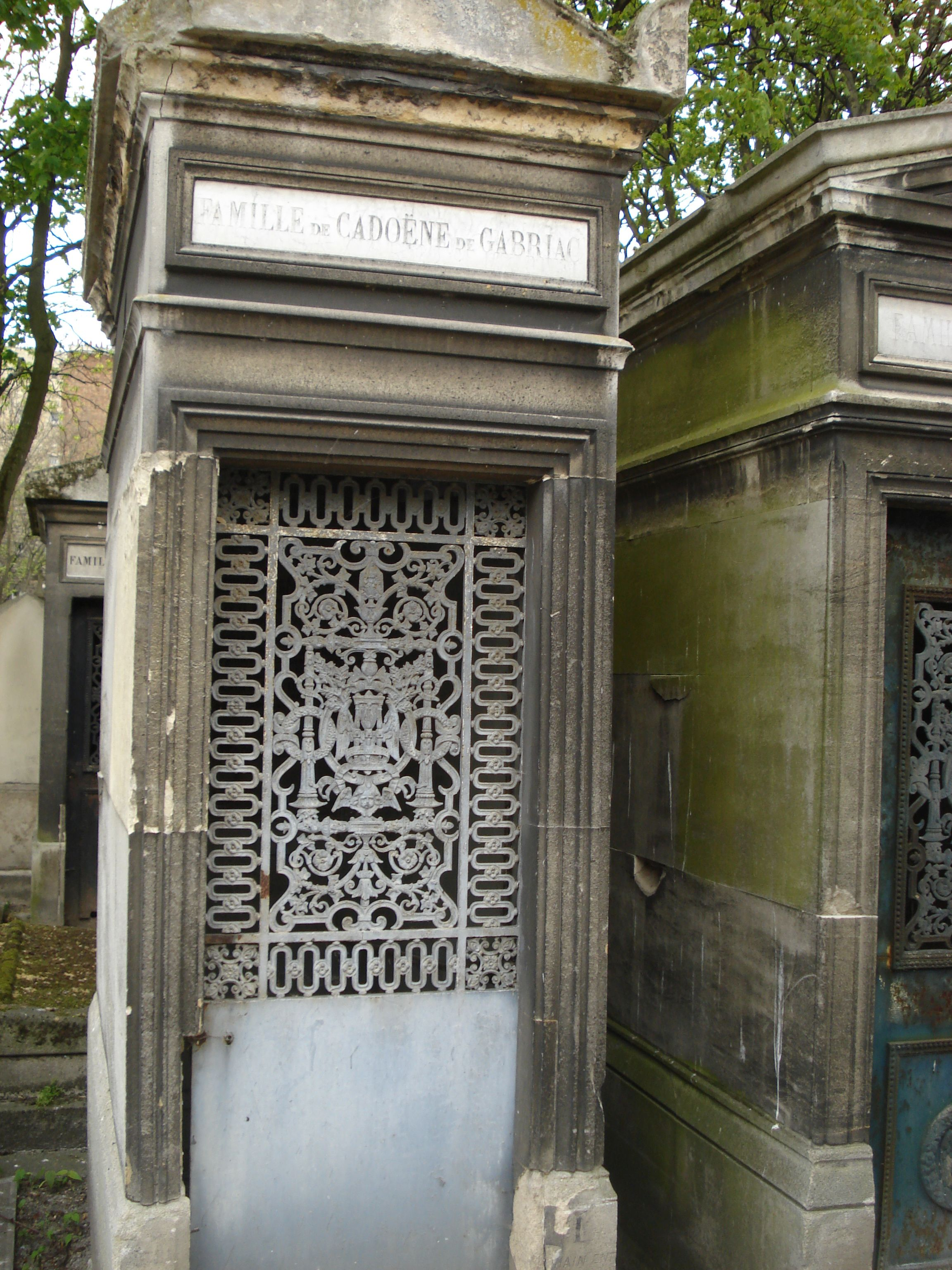
Sépulture de la famille de Cadoëne de Gabriac au cimetière de Montmartre.

La famille de Cadoine (Cadoëne) de Gabriac, d'extraction chevaleresque, remonte à Guillaume de Cadoëne, chevalier, seigneur du château de Pierrefort dans la paroisse de Saint-Privat en 1279.
La famille de Cadoine avait droit d'entrée aux États particuliers du Gévaudan et aux États de Languedoc.
Elle est admise aux Honneurs de la cour en 1789 mais Gustave Chaix d'Est-Ange écrit que cette admission ne put être suivie d'une présentation en raison probablement des événements politiques.
Cette famille a possédé l'Hôtel de Gabriac à Bourg-Saint-Andéol dans le département de l'Ardèche.

## Personnalités
- Guillaume de Cadoine, a accompagné en 1248 (source : bibliothèque nationale de Versailles) le roi Saint Louis dans sa seconde croisade. Ses armoiries figurent dans la 4e salle des Croisades à Versailles selon un titre d'admission de la collection Courtois[2],[3],[4].

- Raymond de Cadoëne ( -1416), abbé général de Cluny de 1400 à 1416.
- Bertrand de Cadoene ( -1441), évêque de Saint-Flour de 1413 à 1426, puis d'Uzès de 1427 à 1441.
- Claude de Gabriac ( -1628), capitaine cévenol, lieutenant-général du duc de Rohan.
- Jean-Joseph-Joachim de Gabriac ( -1768), docteur en droit canon, vicaire général du diocèse de Sens et archidiacre de Sens, abbé commendataire de Beaulieu en 1759. Il fut présenté en 1763, en qualité de parent, au prince de Condé et au prince de Conti.
- Joseph-Louis-Claude de Cadoine de Gabriac (1767-1824), aide de camp du prince de Condé dans l'Armée des émigrés.
- Ernest de Cadoine de Gabriac (1792-1865), conseiller d'État, ambassadeur de France, pair de France, sénateur, vice-président du comité consultatif du contentieux au ministère des Affaires étrangères.
- Alexis de Cadoine de Gabriac (1811-1890), ambassadeur de France.
- Alexandre de Cadoine de Gabriac (1827-1898), jésuite, homme de lettres.
- Joseph Jules de Cadoine de Gabriac (1830-1903), ambassadeur de France.
- Arthur de Cadoine de Gabriac (1867-1948), mélomane et mécène.

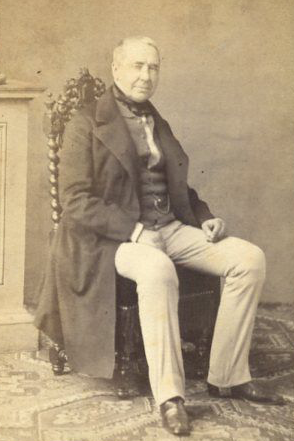
Ernest de Cadoine de Gabriac.
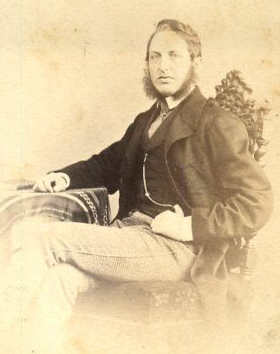
Joseph de Cadoine de Gabriac.
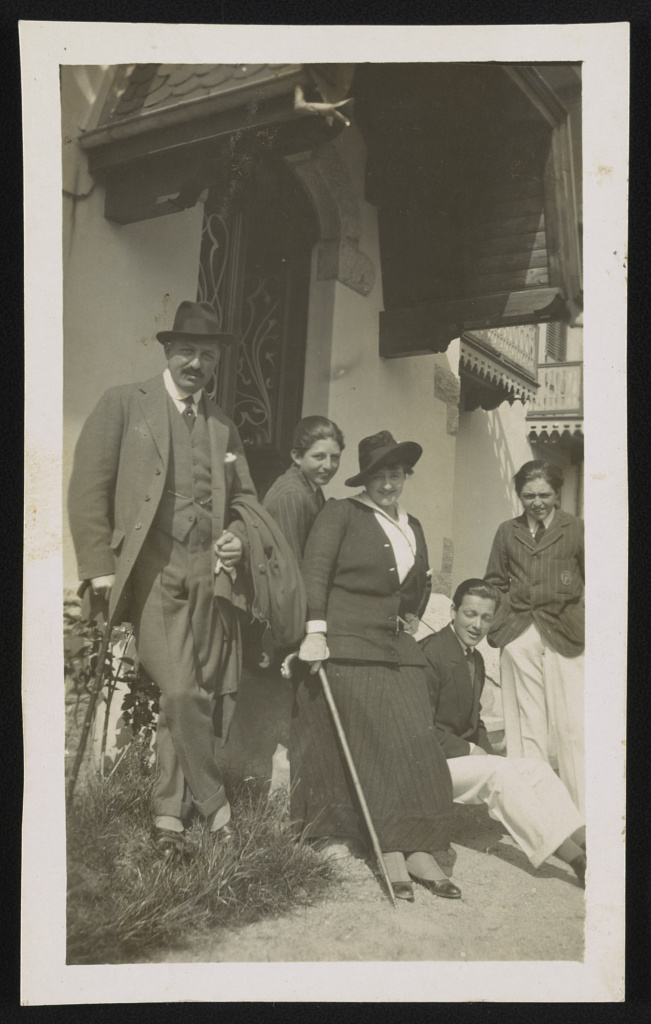
La famille de Gabriac et son ami des enfants, Bertrand Flury-Hérard, Chamonix, août 1915.
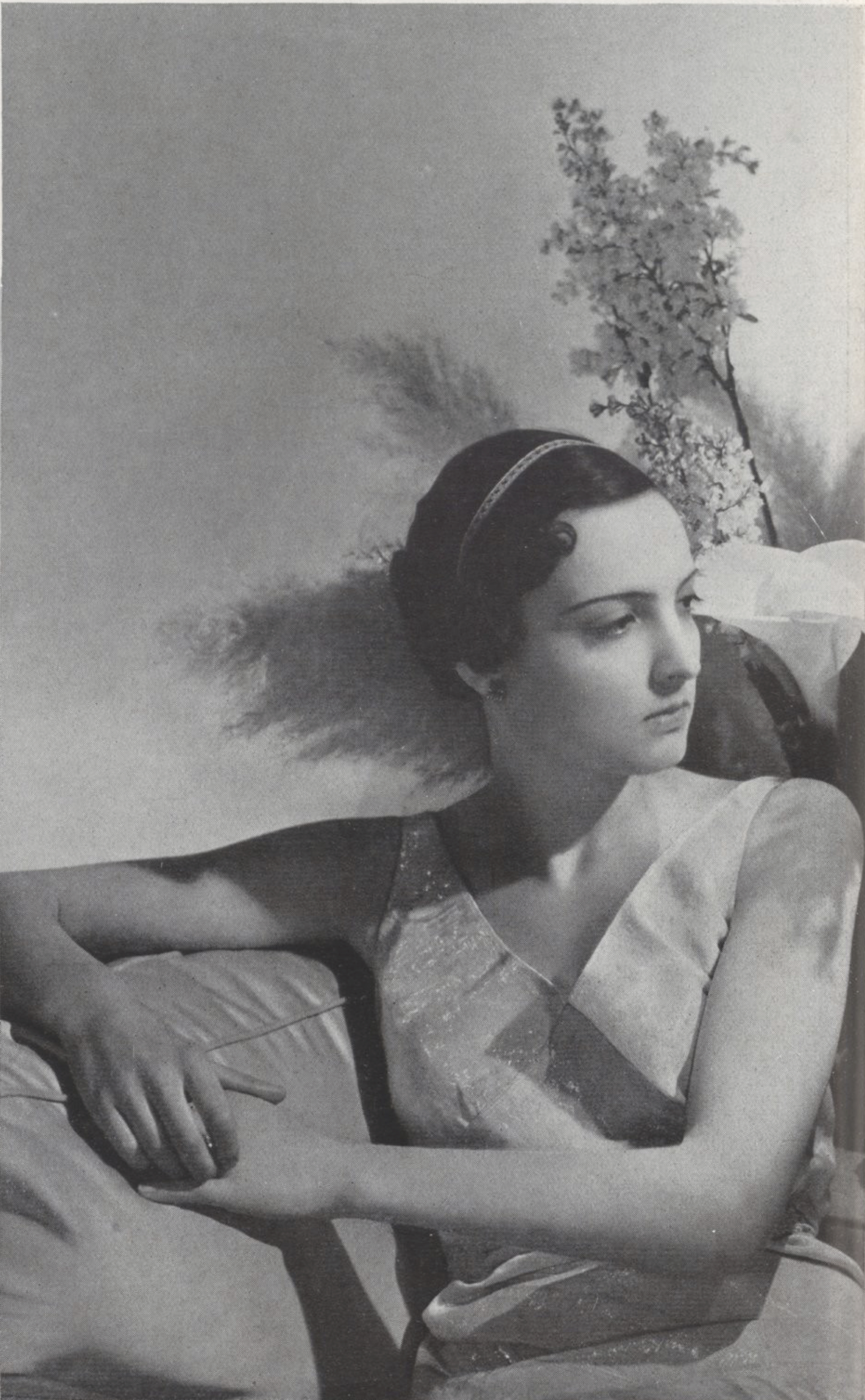
Denise de Gabriac, née Denise Goüin, dans le magazine Vogue (1934).

## Armes, titres
- Marquis, comte (titre de courtoisie)